# Mohammed El Bisatie
Mohammed El Bisatie (arabe: محمد البساطي), né en novembre 1937 à El-Gamalia près de Port-Saïd et mort le 14 juillet 2012 au Caire, est un écrivain égyptien.

## Biographie
Il obtient l’Al Owais Award (en) en 2001 .

## Œuvres traduites en français
- La Clameur du lac [« Ṣah̲ab al-buḥayraẗ »], trad. d’Edwige Lambert, Arles, France, Actes Sud, coll. « Mondes arabes », 1996, 139 p.  (ISBN 2-7427-0925-8)
- Derrière les arbres [« Buyūt warāʼ al-ašǧār »], trad. d’Edwige Lambert, Arles, France, Actes Sud, coll. « Mondes arabes », 1999, 125 p.  (ISBN 2-7427-2517-2)[1]
- Les Bruits de la nuit [« Aṣwāt al-layl »], trad. d’Edwige Lambert, Arles, France, Actes Sud, coll. « Mondes arabes », 2003, 155 p.  (ISBN 2-7427-4133-X)
- D'autres nuits [« Layālin ukhrā »], trad. d’Edwige Lambert, Arles, France, Actes Sud, coll. « Mondes arabes », 2006, 173 p.  (ISBN 2-7427-6064-4)
- La Faim [« Ǧūʿ »], trad. d’Edwige Lambert, Arles, France, Actes Sud, coll. « Mondes arabes », 2011, 124 p.  (ISBN 2-7427-6064-4)[2]
- Cité d’argile [« Stad van klei »], basé sur son récit Al Khaldiyya, trad. du néerlandais par Johanna Schipper, Arles, France, Actes Sud, coll. « Actes Sud-l’An 2 », 2011, 134 p.  (ISBN 978-2-7427-9758-5)
- Un dernier verre de thé et autres nouvelles, trad. d’Edwige Lambert, Arles, France, Actes Sud, coll. « Mondes arabes », 2014, 240 p.  (ISBN 978-2-330-03745-1)